# Maurandia
Maurandia este un gen de plante din familia Scrophulariaceae.

## Specii
Cuprinde  circa 12 specii: